# Аэродинамический профиль

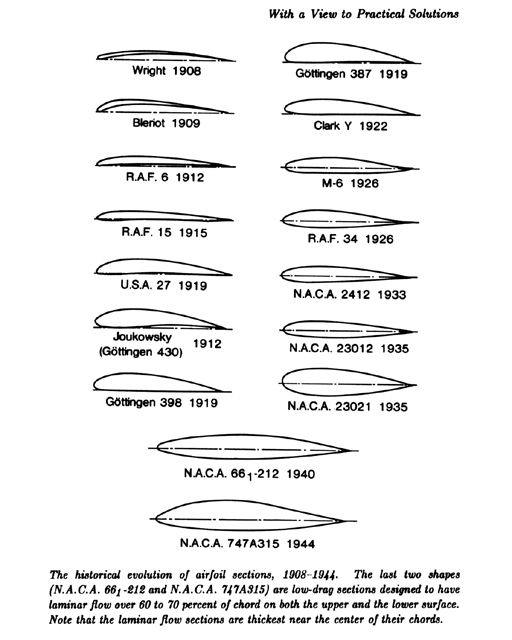
Развитие профилей крыла с 1908 по 1944 годы

В аэродинамике — форма поперечного сечения крыла, лопасти (пропеллера, ротора или турбины), паруса или другой гидроаэродинамической конструкции.
Тело в форме профиля крыла, двигаясь в потоке газа или жидкости, создаёт подъёмную силу, перпендикулярную направлению потока (теорема Жуковского). Профили для дозвуковых скоростей имеют характерную форму с закруглённой передней и острой задней кромками, часто с асимметричной кривизной. Для сверхзвуковых скоростей обтекания профили обычно имеют острые кромки и малую относительную толщину (отношение толщины профиля к хорде, выражаемое в процентах). При дозвуковых скоростях обтекания основная часть подъёмной силы создаётся за счёт разрежения (подсоса) над профилем, а при сверхзвуковых скоростях обтекания — преимущественно за счёт повышения давления (подпора) под профилем. Такое различие в формах профилей обусловлено особенностями взаимодействия потока с поверхностью при разных скоростях.

## Классический профиль
Классический аэродинамический профиль крыла характеризуется выпуклой верхней стороной и практически прямой нижней стороной.
Подъемная сила крыла рассчитывается по следующей формуле:

Примеры профилей крыла

{\displaystyle Y=C_{y}{\frac {\rho V^{2}}{2}}S}, где:
{\displaystyle Y} — подъёмная сила (Н),
{\displaystyle C_{y}} — коэффициент подъёмной силы, зависящий от угла атаки (находится опытным путём для разных профилей крыла),
{\displaystyle \rho } — плотность воздуха на высоте полёта (кг/м³),
{\displaystyle V} — скорость набегающего потока (м/с),
{\displaystyle S} — характерная площадь (м²).
Формула для расчёта лобового сопротивления сходна с вышеприведённой, за исключением того, что используется коэффициент лобового сопротивления {\displaystyle C_{x}} вместо коэффициента подъёмной силы {\displaystyle C_{y}}.

Подъемная сила крыла

## Суперкритический (сверхкритический) профиль
Суперкритический (сверхкритический) профиль предназначен прежде всего для задержки возникновения волнового сопротивления в трансзвуковом диапазоне скоростей.

## Связанные определения
- Профиль, имеющий вытянутую вдоль потока форму, скруглённую к потоку переднюю кромку и острую заднюю кромку, называется крыловым профилем;
- Хорда — отрезок прямой, соединяющей две наиболее удаленные друг от друга точки профиля[2];
- Длина профиля — длина хорды;
- Толщина профиля — максимальный размер в направлении, перпендикулярном хорде;
- Угол атаки — угол между направлением скорости набегающего потока и хордой;
- Относительная толщина профиля — отношение толщины профиля к его длине.